# 苏联政党列表
这是一个苏联政党列表。

## 执政党
- 苏联共产党（1922年—1991年）

## 合法政党

### 早期
- 锡安工人（1928年夏停止活动）
- 格鲁吉亚社会主义-联邦主义革命党（1924年9月解散）
- 乌克兰共产党 (1920年)（1925年3月1日解散）

### 末期
- 民主联盟（英语：Democratic Union (Russia)）（1988年3月成立）
- 苏联自由民主党（英语：Liberal Democratic Party of the Soviet Union）（1989年3月—1991年4月）
- 社会党（俄语：Социалистическая партия (СССР)）（1990年6月—1992年2月）

## 地下政党
- 真共产主义者（1940年）
- 苏维埃革命共产主义者（布尔什维克）（1960年代成立）
- 争取人民解放全俄社会-基督教联盟（1964年—1967年）
- 左翼学派（1972年冬—1977年1月）
- 新共产党人党（1972年冬—1977年1月）
- 苏联新共产党（1974年9月—1985年1月）

## 分离主义政党
- 乌克兰民族主义者组织（1929年—1945年，乌克兰）
- 民族联合党（英语：National United Party (Armenia)）（1966年—1987年，亚美尼亚）
- 争取民族自决联盟（英语：Union for National Self-Determination）（1987年成立，亚美尼亚）